# Kostel svatého Mikuláše (Veliny)
Kostel svatého Mikuláše nacházející se v obci Veliny v okrese Pardubice tvoří společně se zvonicí a márnicí památkově chráněný soubor lidového barokního  stavitelství. Jedná se o ojedinělou ukázku roubeného kostela, doplněného dalšími dřevěnými stavbami. Na ústředním seznamu kulturních památek České republiky je areál kostela sv. Mikuláše evidován pod číslem 36374/6-2173.

## Kostel
Kostel z roku 1752 je dřevěný, roubený, jednolodní se šindelovou střechou, s trojboce uzavřeným presbytářem. Novorenesanční oltář se sochou svatého Mikuláše pochází z roku 1903, stejně tak kazatelna s vyobrazením čtyř evangelistů. Kostel je pravděpodobně nástupcem dřívějšího kostela, o kterém toho není mnoho známo

## Márnice

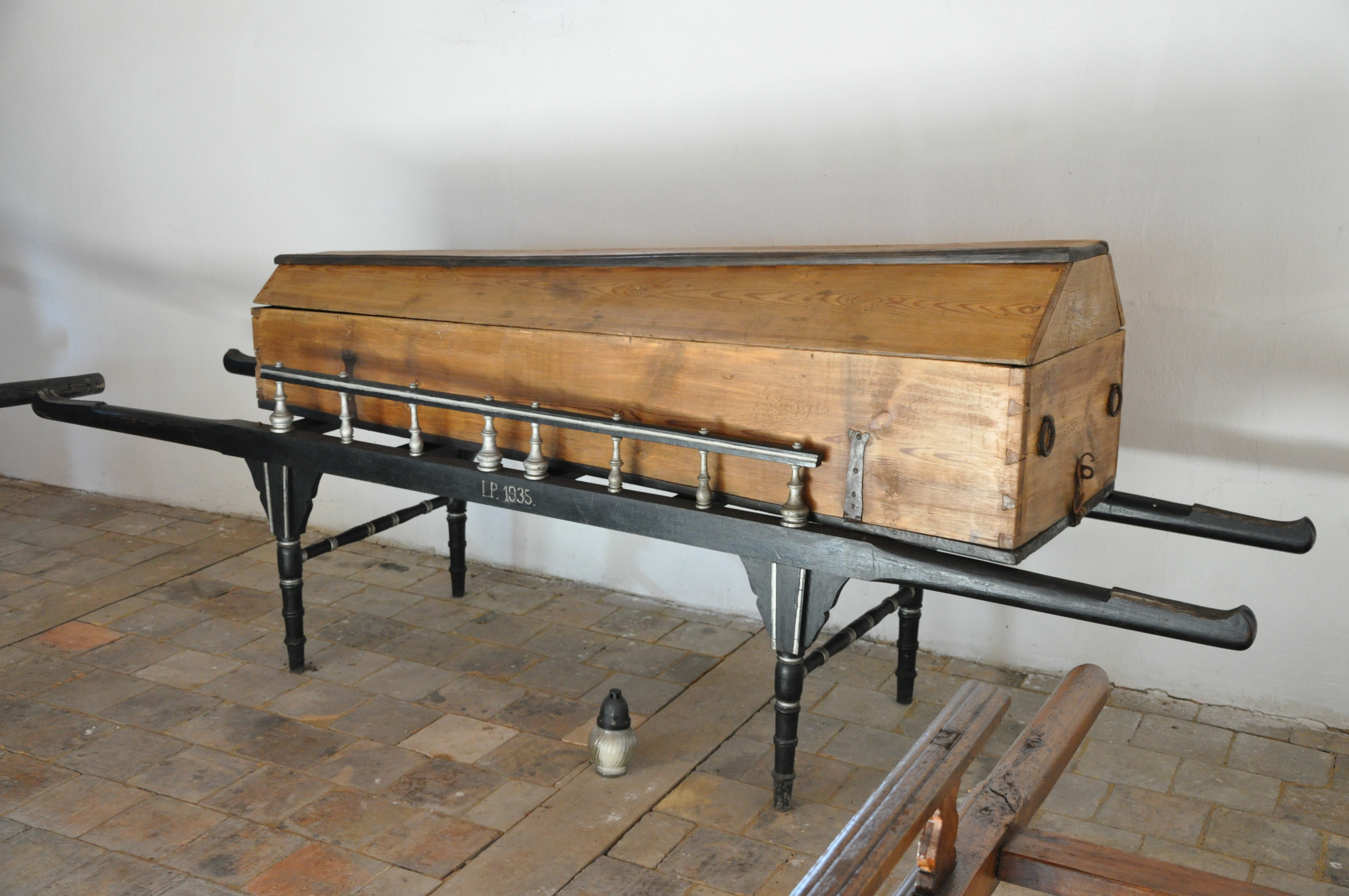
Josefínská rakev

Obdélníková márnice s valbovou střechou pochází pravděpodobně z roku 1750. V márnici se dochovala ojedinělá zvláštnost, tzv. „josefínská“ rakev z 80 let 18. století. Z důvodu úspory dřeva na rakve, hlavně při epidemiích, byli zemřelí spouštěni do hrobu otevřením dna rakve.

## Dřevěná zvonice
Dřevěnou zvonici ve Velinách se nachází v blízkosti kostela sv. Mikuláše. Zvonice byla postavena v roce 1750, má osmiúhelníkový půdorys a je postavena na kamenné podezdívce. Stojí vně oplocení kostela sv. Mikuláše.